# Diospyros bourdillonii
Diospyros bourdillonii là một loài thực vật có hoa trong họ Thị. Loài này được Brandis mô tả khoa học đầu tiên năm 1906.

## Hình ảnh

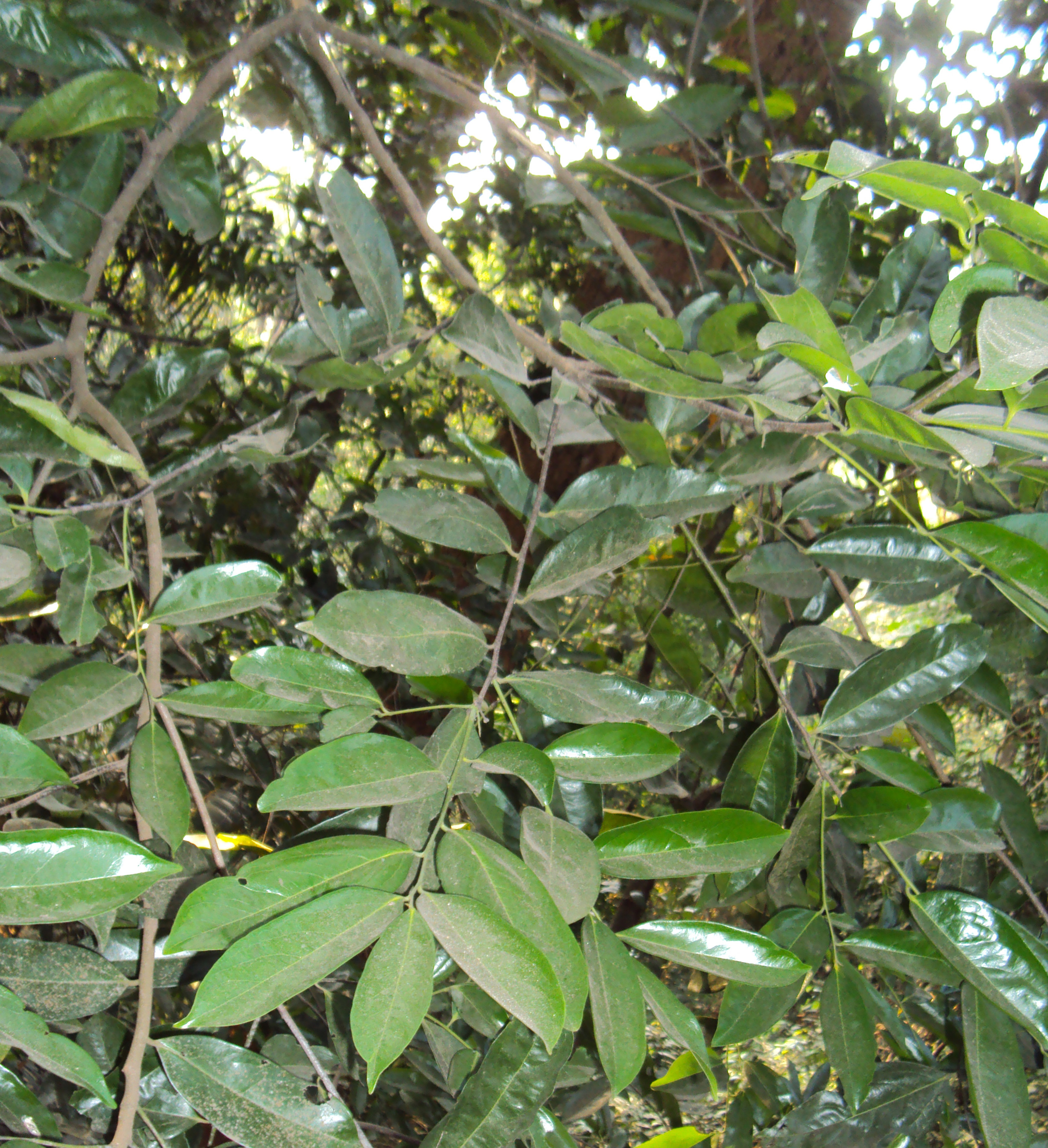
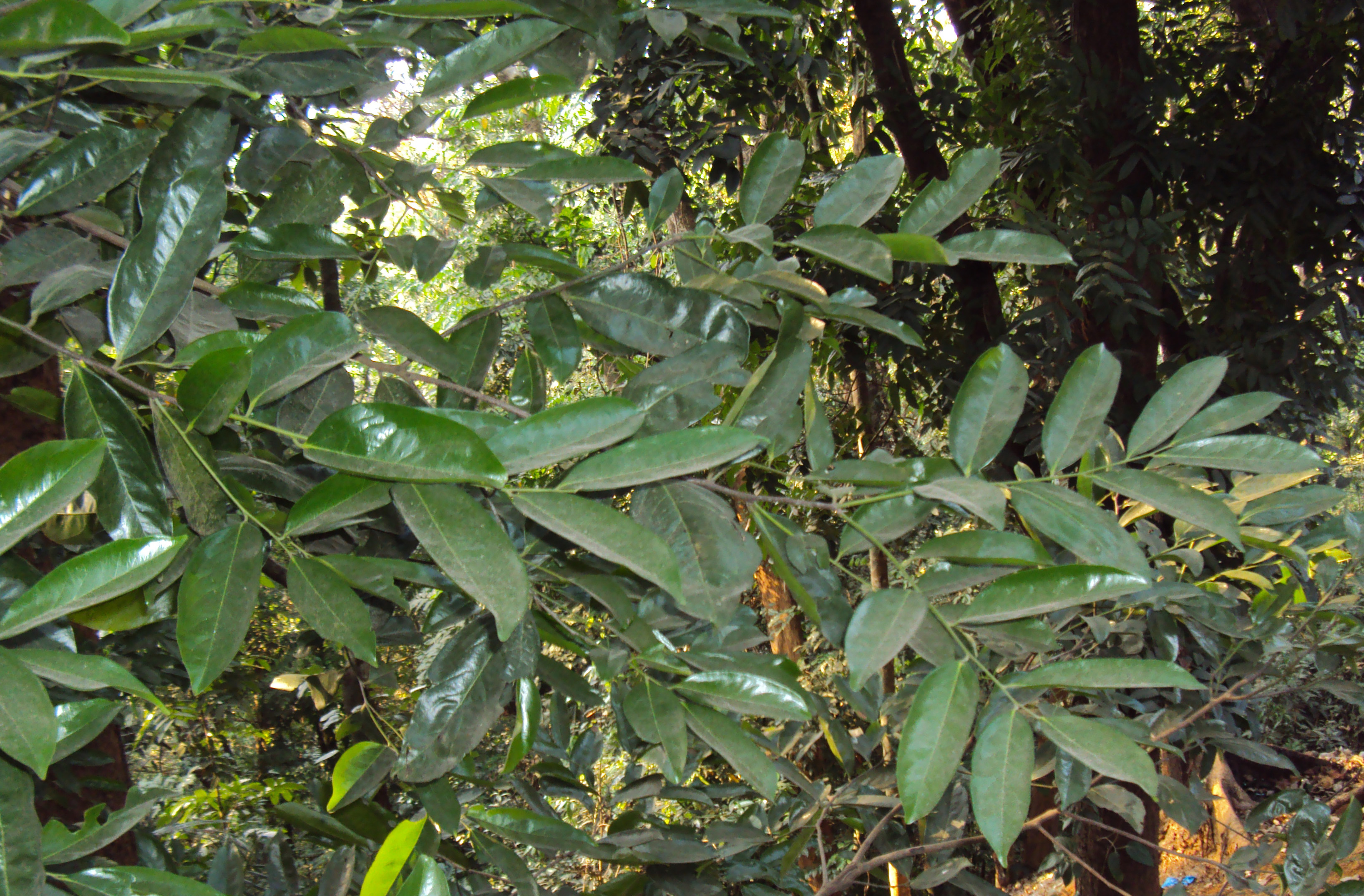
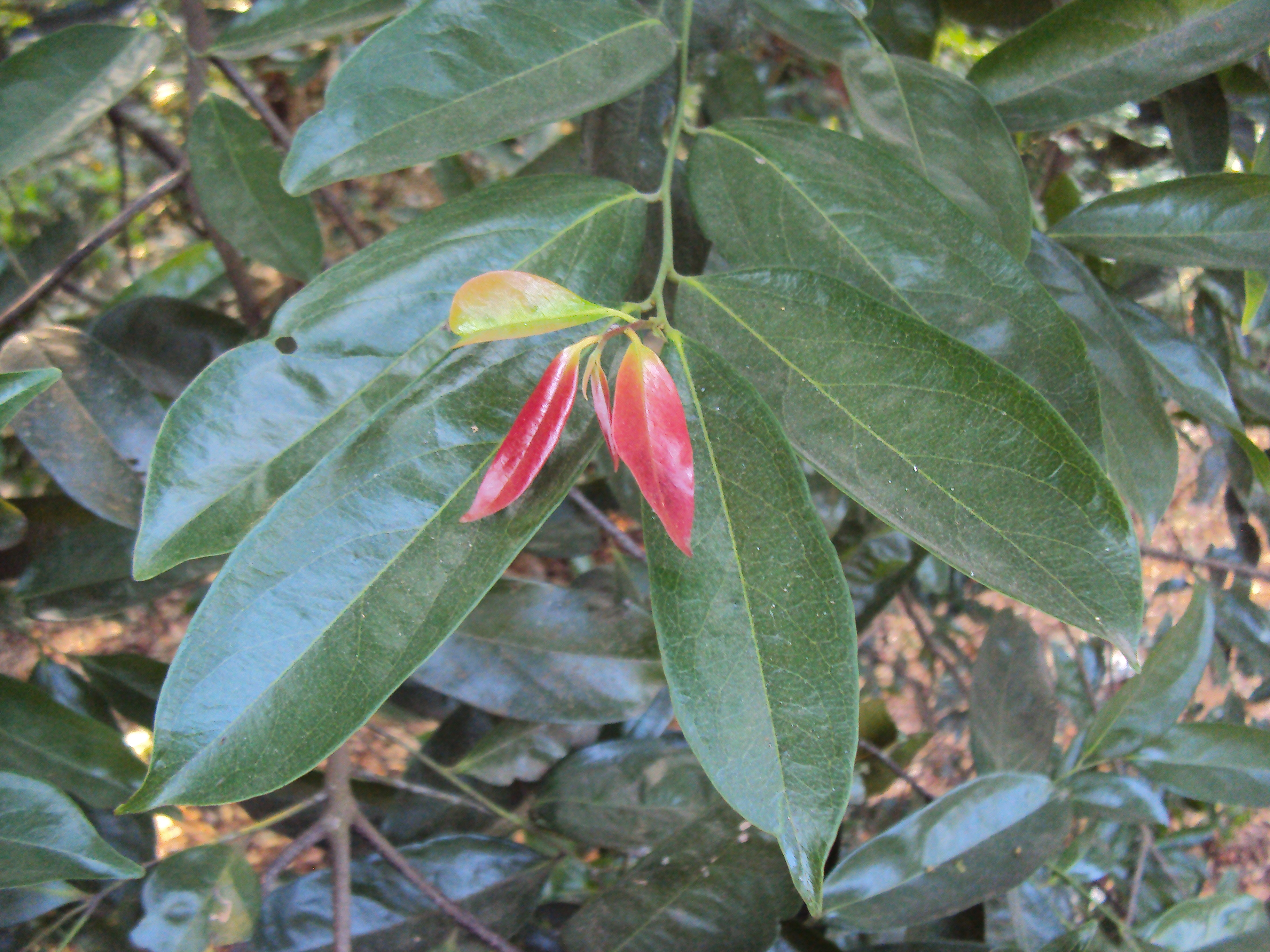
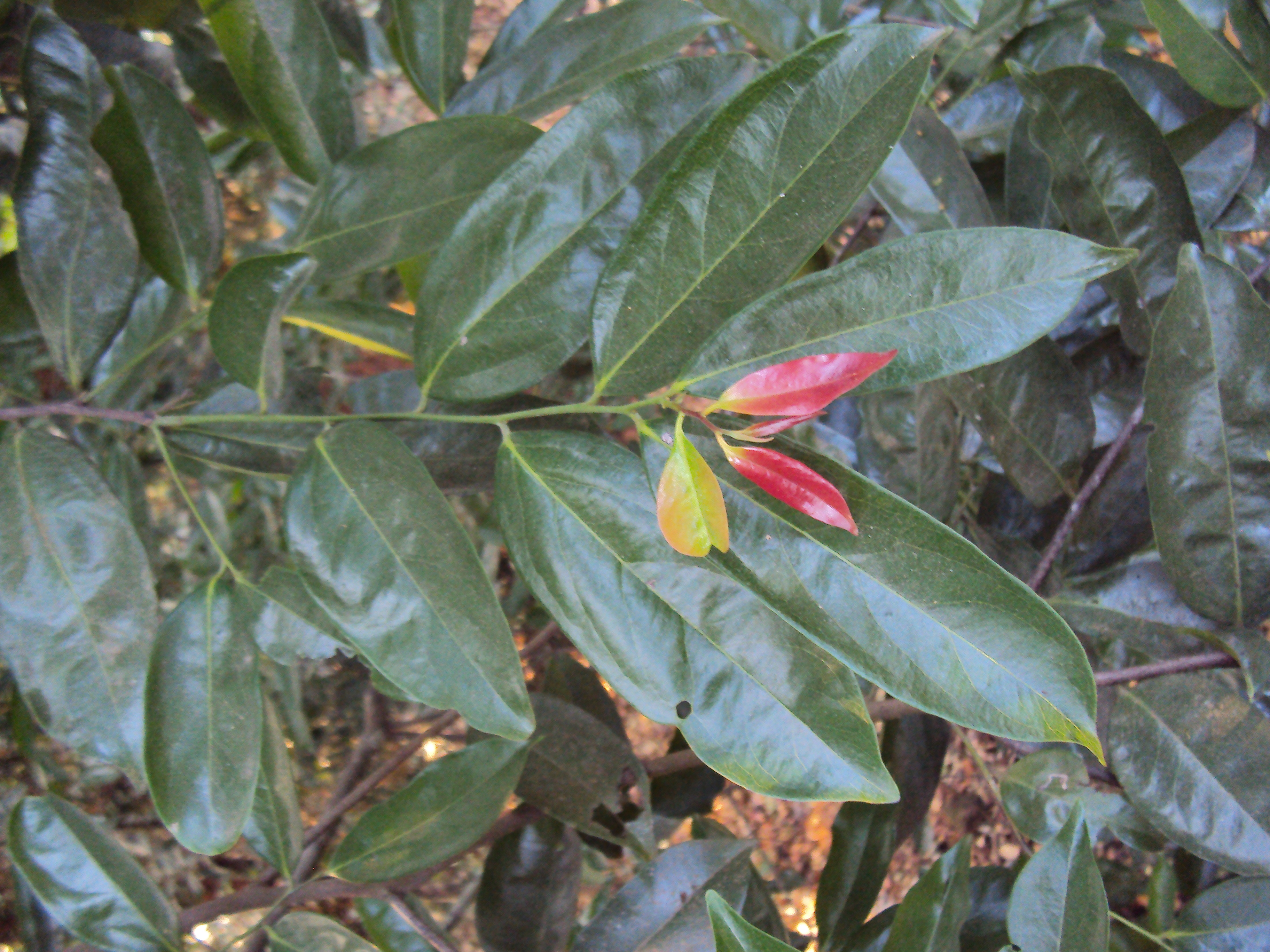